# 米迪奥拉姆号列车
米迪奥拉姆号（拉丁語：Mediolanum）是一班曾运行于德国慕尼黑至意大利米兰间的长途列车所使用的名称，由德国联邦铁路及意大利国家铁路在1957年至1987年间共同经营，其开行的原因是由于当时两座城市间的飞行航班紧缺。列车的命名源自米兰城的拉丁语称谓“米迪奥拉姆”，最初作为仅搭载一等车厢等级的全欧快车投入服务，后于1984年被纳入城际列车类别，并将运行线路北延至多特蒙德。1987年，列车在加入欧城列车网络后更名为列奥纳多·达芬奇号。至2001年，另一班运营于瑞士巴塞尔至米兰间的城际列车班次开始重新使用米迪奥拉姆的名称。

## 历史
早在1867年，跨越布伦纳山口、纵贯奥地利蒂罗尔州至意大利特伦蒂诺-上阿迪杰自治州的布伦纳铁路建成通车，成为连接德国等中欧国家通往意大利和地中海沿岸的重要铁路干线。该线路的最高海拔点为1370米，最大坡度达26‰，但沿途并未设有大型的穿山隧道。
在1957年全欧快车出台之前，慕尼黑至米兰间行程最快的列车为阿尔卑斯快车（Alpen Express），其中南行（米兰方向）需时10小时43分，北行（慕尼黑方向）需时10小时45分钟。

### 全欧快车

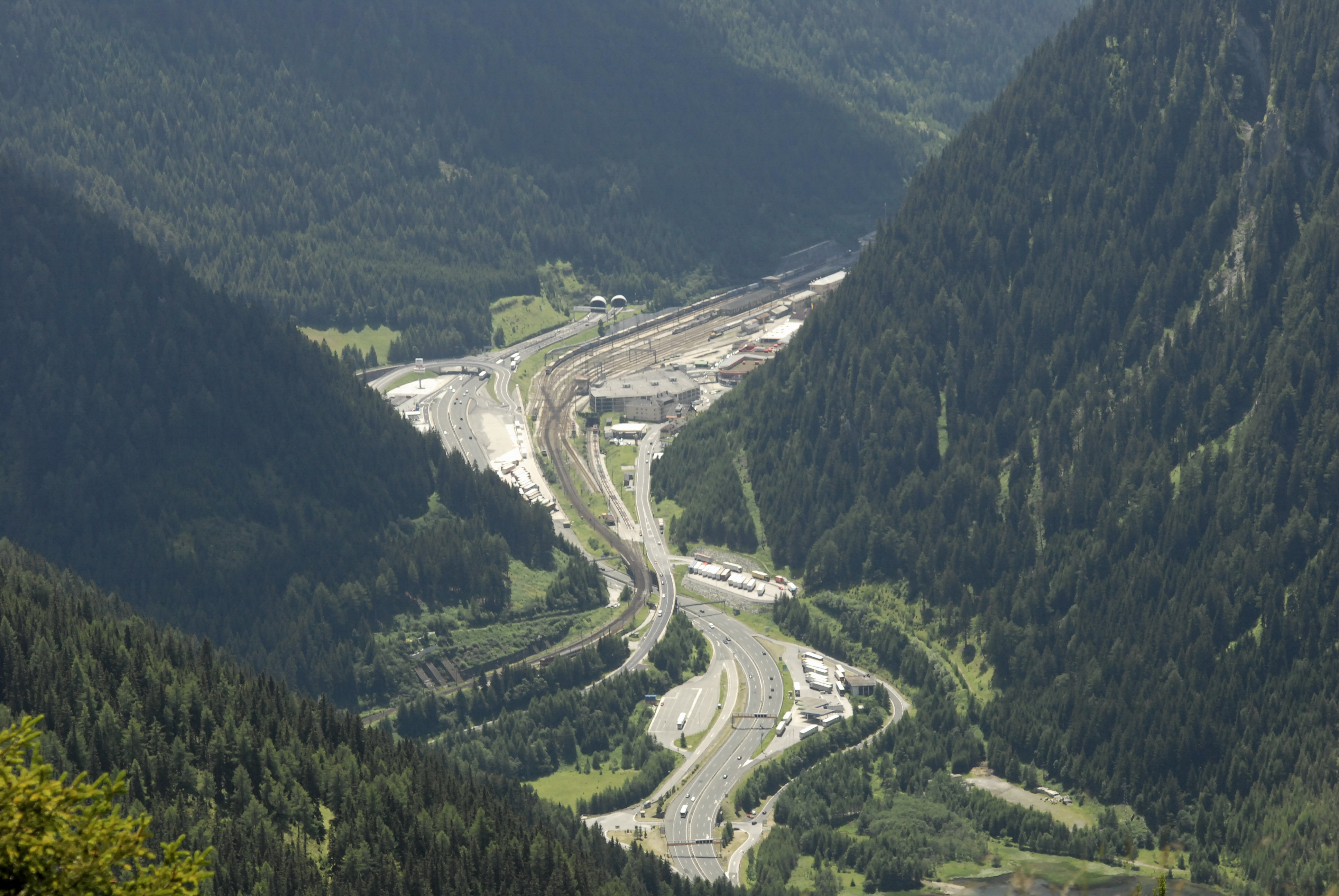
布伦纳山口（北侧）

在1956年举行的欧洲铁路客车运行图会议上，确定了在慕尼黑－米兰间将自1957年起开行一班全欧快车（TEE）服务，并以“米迪奥拉姆号”命名，由意大利国家铁路提供ALn 442-448型柴油动车组运营。然而受到制造商布雷达的车辆延期交付影响，米迪奥拉姆号错过了原定于1957年6月2日举行的开行典礼。
首班全欧快车米迪奥拉姆号实际是在1957年10月15日完成首航，它自米兰发车，沿途经过维罗纳、特伦托、波尔查诺、布伦内罗、因斯布鲁克和库夫施泰因抵达慕尼黑，使用车次为TEE395/396次。由于奥地利联邦铁路在当时尚未加入全欧快车协定，因此全欧快车在奥地利境内使用“动车组快车”类别（Triebwagen-Schnellzug，TS），并仅作为过境列车运行。列车在开行初期的北行运行时间为7小时20分，南行则多14分钟，比全欧快车出台前的运行时间缩短了约30%。其单程的停站时间为31分钟，当中在边境站布伦内罗的管制停留时间约为15分钟。而在奥地利境内所需要行经的路线（包含在因斯布鲁克的2分钟停站时间）则计划于1小时27分钟内完成。列车于米兰的发车时间一般在早上6点至7点之间，慕尼黑的发车时间则通常设于下午4点左右。
从1958年至1968年，米迪奥拉姆号运行途中还增加了在罗韦雷托的停站。其车次也被更改为TEE393/395次。列车车次在1960年至1964年还有另一个变化：随着米迪奥拉姆号在米兰至维罗纳区间与米兰至威尼斯的列车合编运行，因此列车也获得了一个极具意大利特色的编号MV/VM次（即米兰及威尼斯的首字母缩写）。1967年，列车的运行再次分离，米迪奥拉姆开始使用TEE17/18次的车次。
至1960年代末，意大利生产的柴聯車开始受到越来越多的批评。因为其编组既不设餐车，也没有空调设备，同时柴油发动机的噪音过大以及座位容量不足等缺陷使得它与其它国家的全欧快车车厢比较显得相形见绌。在1968年的欧洲铁路客车运行图会议上，德国联邦铁路提议废除米迪奥拉姆号，并以原本运行于西德本土的蓝龙胆号列车（汉堡－慕尼黑）延长至米兰作为替代服务。但这项提议遭到意大利国家铁路的强烈反对，后者仅答应在未来的新型车辆投入使用之前，将原ALn 442-448型柴聯車更换成德国联邦铁路601型柴油动车组（原称VT11.5型）作为一项临时措施运行。米迪奥拉姆号遂于1969年6月1日完成了车辆的更换工作，其使用的601型柴聯車取自另一班全欧快车巴黎－鲁尔号，这是后者在变更为机车牵引的客车车厢编组后，原柴聯車车组得以空置。601型柴聯車有着优异的驾驶性能，它能够在布伦纳铁路26‰的坡度上保持以60公里/小时的速度进行爬升。因此列车的单程运行时间被缩短为6小时48分（次年进一步缩短为6小时39分）。
从1971年的夏季时刻表开始，米迪奥拉姆的车次变更为TEE84/85次，其同年的运行时刻表如下：
| TEE85次 | TEE85次 | 停靠站     | TEE84次 | TEE84次 |
| 里程    | 时刻    | 停靠站     | 时刻    | 里程    |
| ------- | ------- | ---------- | ------- | ------- |
| 0       | 15:45   | 慕尼黑     | 13:55   | 595     |
| 99      | 16:44   | 库夫施泰因 | 12:54   | 496     |
| 173     | 17:28   | 因斯布鲁克 | 12:12   | 422     |
| 210     | 18:09   | 布伦内罗   | 11:35   | 385     |
| 300     | 20:29   | 波尔查诺   | 11:09   | 295     |
| 355     | 21:00   | 特伦托     | 10:37   | 240     |
| 447     | 21:57   | 维罗纳     | 09:41   | 148     |
| 595     | 23:24   | 米兰       | 08:15   | 0       |

1972年，意大利国家铁路专为国际化全欧快车新造的大舒适型车厢投入使用，米迪奥拉姆号自同年8月20日起改为由电力机车牵引的客车车厢编组。其中德国、奥地利境内的电气化铁路使用15千伏、16⅔赫兹交流电，意大利境内使用3千伏直流电，列车需要在边境布伦内罗车站更换牵引机车。变更为客车车厢编组后的米迪奥拉姆号全程运行时间有所延长，但其耗时仍比使用ALn 442-448型柴聯車的时期较短。

### 城际列车
1982年，全欧快车利古里亚号和莱芒号均开始在编组中搭载二等车厢并更改类别为城际列车（IC），米迪奥拉姆号成为意大利国家铁路仅存的一班国际化全欧快车服务。在1984年6月3日起实施的夏季时刻表中，米迪奥拉姆号也最终被纳入城际列车网络，其运行区间同时也被延长为多特蒙德－慕尼黑－米兰。
当欧城列车网络在1987年5月31日推出后，米迪奥拉姆号也被纳入这一类别，但其名称从此变更为“列奥纳多·达芬奇号”，车次使用EC88/89次，并按与此前相同的路线运行。作为继任者，慕尼黑至布伦纳山口间的这条线路还先后开行有另外4班欧城列车，分别是2班运行于慕尼黑－维罗纳间的加尔达号（EC80/81次）和帕格尼尼号（EC82/83次）、1班运行于慕尼黑－威尼斯间的提埃坡罗号（EC86/87次）以及1班使用原米迪奥拉姆号车次运行于慕尼黑－罗马间的米开朗基罗号（EC84/85次）。

### 后续运营
在21世纪初，一班沿哥达铁路运行的城际列车开始重新使用米迪奥拉姆号的名称投入巴塞尔－卢塞恩－米兰间的服务。它使用瑞士联邦铁路提供的车辆，按城际列车常规的停站方式运营，南行前往米兰需经停阿尔特－戈尔道、贝林佐纳、卢加诺、基亚索和科莫等站，傍晚北行返回瑞士则需经停法伊多、艾罗洛、格舍嫩、埃尔斯特菲尔德、施维茨和罗特克罗伊茨等站。2004年，列车又撤销了施维茨的停站，并增加停靠弗吕埃伦。以下为列车在2004年的运行时刻表：
| EC115次 | EC115次 | 停靠站         | EC116次 | EC116次 |
| 里程    | 时刻    | 停靠站         | 时刻    | 里程    |
| ------- | ------- | -------------- | ------- | ------- |
| 0       | 11:04   | 巴塞尔         | 23:51   | 372     |
| 39      | 11:32   | 奥尔滕         | 23:25   | 333     |
| 96      | 12:21   | 卢塞恩         | 22:38   | 276     |
| 124     | 12:47   | 阿尔特－戈尔道 | 22:09   | 248     |
| 147     | ↓       | 弗吕埃伦       | 21:49   | 225     |
| 185     | ↓       | 格舍嫩         | 21:19   | 187     |
| 201     | ↓       | 艾罗洛         | 21:08   | 171     |
| 221     | ↓       | 法伊多         | 20:49   | 151     |
| 247     | ↓       | 比亚斯卡       | 20:28   | 125     |
| 266     | 14:36   | 贝林佐纳       | 20:14   | 106     |
| 295     | 15:03   | 卢加诺         | 19:42   | 77      |
| 321     | 15:28   | 基亚索         | 19:10   | 51      |
| 326     | 15:52   | 科莫           | 19:05   | 46      |
| 372     | 16:35   | 米兰           | 18:25   | 0       |

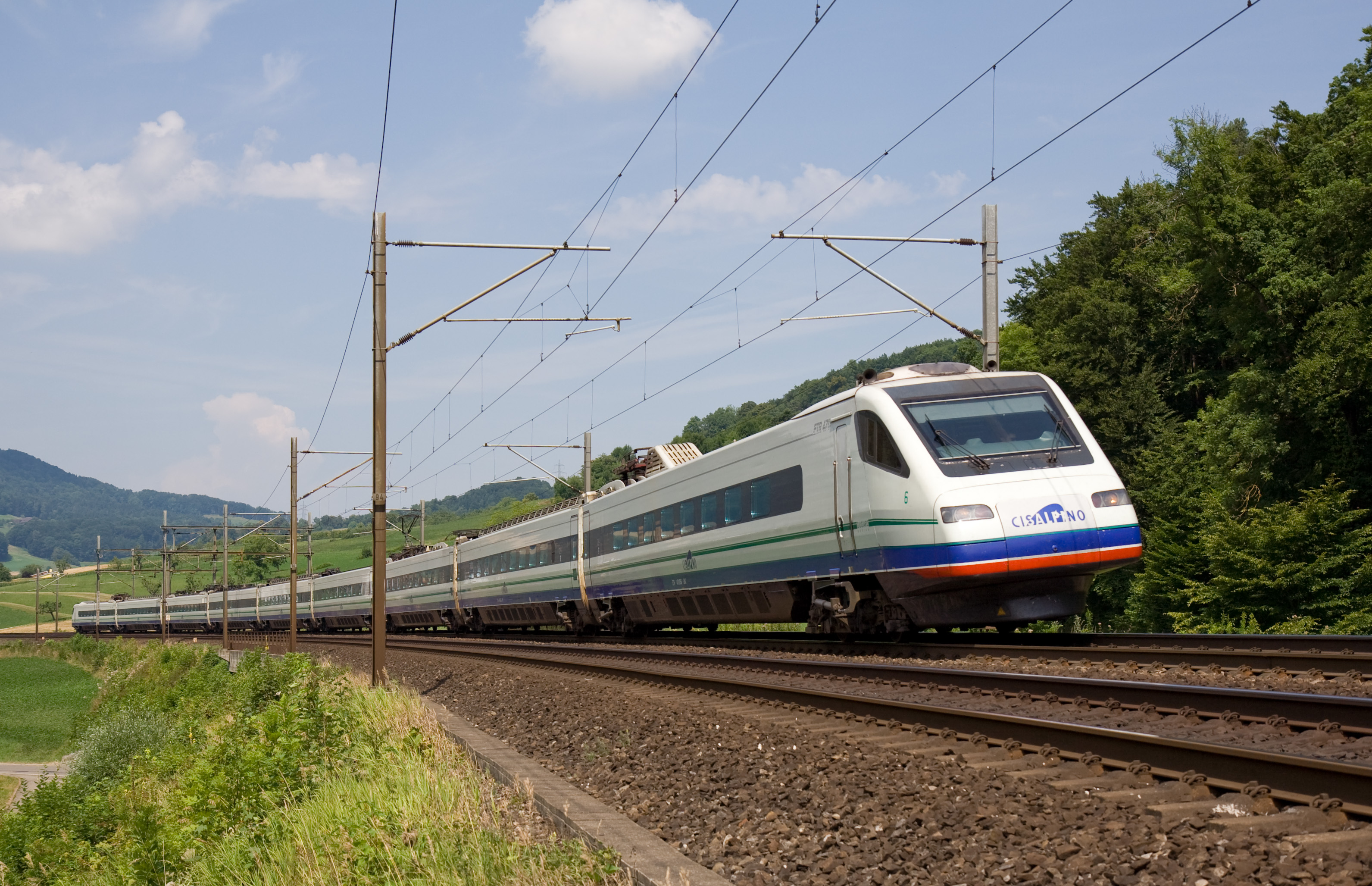
齐萨尔皮诺自2004年起使用ETR470型電聯車投入米迪奥拉姆号的运营

2004年12月12日，瑞士联邦铁路及意大利国家铁路将城际列车米迪奥拉姆号的经营权移交齐萨尔皮诺，后者使用具备摆式功能的ETR470型電聯車列车开行，但仍然维持欧城列车类别。2008年，列车被一班无命名的齐萨尔皮诺列车（CIS）取代，并变更路线经由贝林佐纳和阿尔特－戈尔道通往苏黎世。原经由阿尔特－戈尔道通往巴塞尔的路线则被另一班区际列车（IR）班次接管。在齐萨尔皮诺于2009年解散后，这班列车再次以欧城列车类别运行，但仍然维持不命名。

### 未来发展
截至2013年至2014年的冬季运行图中，德国－奥地利－意大利间经由布伦纳山口运行的欧城列车仍有以下班次：
- EC80次：维罗纳 → 慕尼黑
- EC81次：慕尼黑 → 博洛尼亚
- EC83次：慕尼黑 → 维罗纳
- EC84/85次：博洛尼亚 ↔ 慕尼黑
- EC86/87次：威尼斯 ↔ 慕尼黑
- EC88/89次：维罗纳 ↔ 慕尼黑
- EC188次：博洛尼亚 → 慕尼黑
- EC1288/1289次：威尼斯 ↔ 慕尼黑（仅周末开行）

通达米兰或罗马的欧城列车班次至此已完全撤销。此外，在慕尼黑－因斯布鲁克间也每日对开有1班欧城列车（EC82次及EC189次），但仅在其相邻的班次延长通过布伦纳山口（EC83次及EC188次）。总体而言，这些列车在慕尼黑－因斯布鲁克、波尔查诺间组成了一个每两小时发车1班的服务频率。它们被统称为“德铁-奥铁欧城列车”，由德国铁路及奥地利联邦铁路共同担当运营。
在未来的计划中，这些列车将全数被锐捷列车（RJ）取代。而在欧盟全欧交通网络的架构中，柏林－慕尼黑－维罗纳－那不勒斯－巴勒莫的铁路轴线将自2015年起进行全面改造。其中穿越布伦纳山口的布伦纳基线隧道作为该轴线的组成部分，已在2008年开始兴建。随着奥地利境内新造的高速铁路新下因河河谷铁路逐步贯通（昆德尔－鲍姆基兴段已在2012年通车），预计未来在慕尼黑－因斯布鲁克间的列车运行时间将由1小时50分缩减至1小时内，慕尼黑－维罗纳间也将由5小时20分大幅缩减至2小时20分。

## 事故
全欧快车时期的米迪奥拉姆号曾在1964年3月28日录得一次重大行车事故，它在行经库夫施泰因时与一台奥地利联邦铁路的1010型电力机车迎面碰撞。

## 机车车辆

### 柴聯車

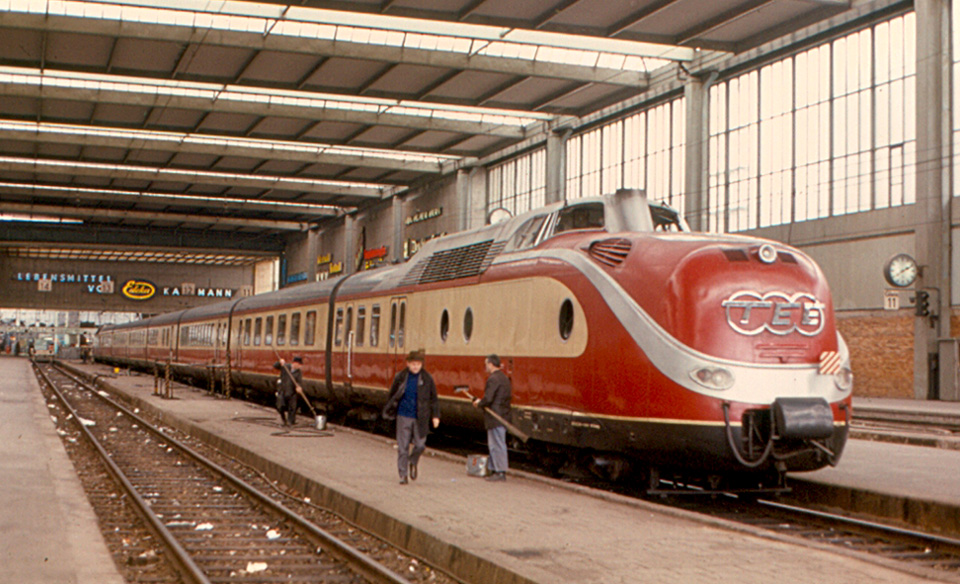
米迪奥拉姆号在1969-1972年间使用601型柴聯車

米迪奥拉姆号在开行初期使用意大利国家铁路的ALn 442-448型柴聯車运营，它采取2节固定编组（均为一等开放座车），定员90人。编组中不设餐车，也没有空调设备。在1960年至1964年期间，列车在米兰至维罗纳区间还会加挂一节ALe 601型轨道车，担当往返于米兰至威尼斯间的联运任务。
自1969年6月1日起，米迪奥拉姆号的运营车辆被德国联邦铁路601型柴聯車（原VT11.5型）所取代。它采取7节车厢编组，包括头尾两端的2节不设座席的动力车、3节一等隔间座车、1节餐车和1节一等开放座车，定员为122人，其中餐车由德国卧铺车及餐车公司提供服务。在1969年，这组柴聯車配属法兰克福-格里斯海姆车辆段，并同时运用于一班法兰克福－慕尼黑的长途列车服务中，在法兰克福－慕尼黑－米兰区间执行2天一个周期的套跑任务。在西德于1971年开始构建城际列车网络后，米迪奥拉姆号又与运行于法兰克福－威斯巴登－慕尼黑的一班城际列车共同套跑。此时，这组601型柴聯車已经改配汉堡-阿尔托纳车辆段，但它仍然以格里斯海姆车辆段作为基地进行维护保养及运用。

### 客车车厢

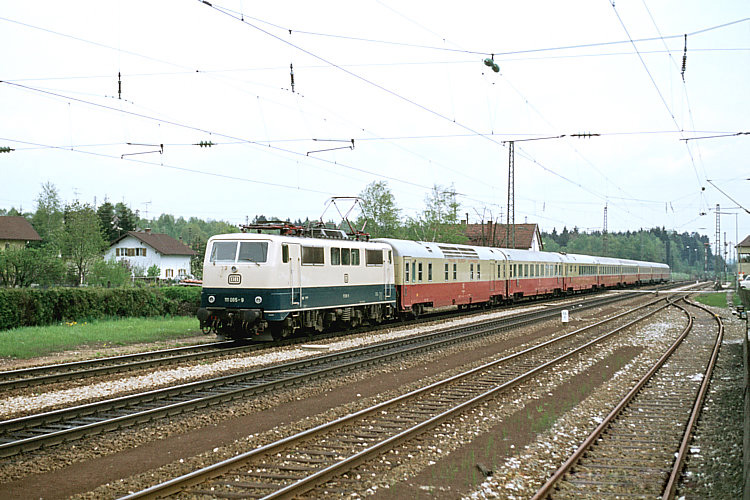
使用电力机车+客车车厢编组的米迪奥拉姆号（1977年）

1972年8月20日，意大利国家铁路开始为米迪奥拉姆号更换为国际线路专用的全欧快车车厢。它采取5节车厢编组，包括2节一等隔间座车、1节餐车、1节一等开放座车和1节行李车/发电车合造车，定员144人，其中餐车由国际卧铺车公司提供服务。这些车厢在全欧快车服务结束后被投放至意大利国内的列车运营。
在牵引机车方面，布伦纳边境以北的区间由德国联邦铁路或奥地利联邦铁路提供搭载交流电制式的电力机车，布伦纳以南的区间则由意大利国家铁路提供搭载直流电制式的电力机车。北部区间最初使用德国联邦铁路110型或112型电力机车，自1974年以来又更改为新造的111型电力机车；从1982年至1984年底，则使用奥地利联邦铁路1044型电力机车担当本务机。南部区间主要使用意大利国家铁路E444型电力机车担当本务机，根据不同的时期也曾先后使用过E645型电力机车、E656型电力机车、E632型电力机车和E633型电力机车等机型。

## 脚註
1. ↑  UIC 1972，第24頁.
2. ↑  Mertens & Malaspina 2007，第206-209頁.
3. 1 2  Mertens & Malaspina 2007，第12-13頁.
4. ↑  Mertens & Malaspina 2007，第194-199頁.
5. ↑  Dell'Amico 2005，第46-47頁.
6. ↑  Dell'Amico 2005，第51頁.
7. ↑  Dell'Amico 2005，第48頁.
8. 1 2  Goette 2008，第95頁.
9. ↑  Mertens & Malaspina 2007，第206頁.
10. ↑  Goette 2008，第94頁.
11. ↑  Berndt 2002，第89頁.
12. ↑  Mertens & Malaspina 2007，第236頁.
13. ↑  Berndt 2002，第86頁.
14. ↑  Koschinski 2001，第40頁.
15. ↑  Werbeamt der DB 1971，第9頁.
16. ↑  Mertens & Malaspina 2007，第134頁.
17. 1 2 3  Mertens & Malaspina 2007，第208-209頁.
18. ↑  Malaspina 2005，第90-91頁.
19. ↑  Mertens & Malaspina 2007，第209頁.
20. ↑  Cook 2004，第54頁.
21. 1 2  Cook 2010，第70頁.
22. ↑  橋爪智之 2010，第72頁
23. ↑  Malaspina 2005，第95頁.
24. ↑  Dell'Amico 2005，第13頁.
25. ↑  Mertens & Malaspina 2007，第52頁.
26. ↑  Koschinski 2007，第71頁.
27. ↑  Mertens & Malaspina 2007，第208頁.
28. ↑  Mertens & Malaspina 2007，第54-59頁.
29. 1 2  Scharf & Ernst 1983，第613-615頁.
30. ↑  Scharf & Ernst 1983，第387頁.
31. ↑  Mertens & Malaspina 2007，第139頁.
32. ↑  Mertens & Malaspina 2007，第84-85頁.
33. ↑  Hajt 2001，第118頁.